# Drapeaux d'Afrique

Les drapeaux des États d'Afrique.

Liste des drapeaux des États et dépendances d'Afrique et des Organisations internationales présentes.

## Organisations internationales

Drapeau de la Communauté de développement d'Afrique australe
Drapeau de la Ligue arabe
Drapeau de l'OPEC
Drapeau de l'Union africaine
Drapeau de la Communauté des pays de langue portugaise
Drapeau de l'Organisation de la coopération islamique

## Afrique australe

Drapeau de l'Afrique du Sud
Drapeau du Botswana
Drapeau des Comores
Drapeau du Lesotho
Drapeau de Madagascar
Drapeau du Malawi
Drapeau de Maurice
Drapeau du Mozambique
Drapeau de la Namibie
Drapeau des Seychelles
Drapeau de l'Eswatini
Drapeau de la Zambie
Drapeau du Zimbabwe Voir aussi: Drapeaux de Rhodésie

### Département et région d'outre-mer français

Drapeau de Mayotte (France)
Drapeau de La Réunion (France)

### Territoire britannique d'outre-merde Sainte-Hélène, Ascension et Tristan da Cunha

Drapeau de l'île de l'Ascension (Royaume-Uni)
Drapeau de Sainte-Hélène (Royaume-Uni)
Drapeau de Tristan da Cunha (Royaume-Uni)

## Afrique centrale

Drapeau de l'Angola
Drapeau du Cameroun
Drapeau de la République centrafricaine
Drapeau de la République du Congo
Drapeau de la République démocratique du Congo
Drapeau du Gabon
Drapeau de la Guinée équatoriale
Drapeau de Sao Tomé-et-Principe
Drapeau du Tchad

## Afrique de l'est

### Région des grands lacs

Drapeau du Burundi
Drapeau du Kenya
Drapeau de l'Ouganda
Drapeau du Rwanda
Drapeau du Soudan
Drapeau du Soudan du Sud
Drapeau de la Tanzanie

### Entité administrative autonome de la Tanzanie

Drapeau de Zanzibar

### Corne de l'Afrique

Drapeau de Djibouti
Drapeau de l'Érythrée
Drapeau de l'Éthiopie
Drapeau de la Somalie
Drapeau du Somaliland (reconnaissance limitée)

## Afrique de l'Ouest

Drapeau du Bénin
Drapeau du Burkina Faso
Drapeau du Cap-Vert
Drapeau de la Côte d'Ivoire
Drapeau de la Gambie
Drapeau du Ghana
Drapeau de la Guinée
Drapeau de la Guinée-Bissau
Drapeau du Libéria
Drapeau du Mali
Drapeau de la Mauritanie
Drapeau du Niger
Drapeau du Nigéria
Drapeau du Sénégal
Drapeau de Sierra Leone
Drapeau du Togo

## Afrique du Nord

Drapeau de l'Algérie
Drapeau de l'Égypte
Drapeau de la Libye
Drapeau du Maroc
Drapeau de la Tunisie

### Communauté autonome espagnole

Drapeau des Îles Canaries (Espagne)

### Enclaves espagnoles au Maroc

Drapeau de Melilla
Drapeau de Ceuta

### Région autonome portugaise

Drapeau de Madère (Portugal)